# Аљиновићи
Аљиновићи су насеље у Србији у општини Пријепоље у Златиборском округу. Према попису из 2022. било је 36 становника.

## Демографија
У насељу Аљиновићи живи 174 пунолетна становника, а просечна старост становништва износи 50,5 година (47,5 код мушкараца и 53,8 код жена). У насељу има 81 домаћинство, а просечан број чланова по домаћинству је 2,42.
Ово насеље је великим делом насељено Србима (према попису из 2002. године), а у последња три пописа, примећен је пад у броју становника.
|  |

| Демографија | Демографија | Демографија |
| Година      | Становника  | Становника  |
| ----------- | ----------- | ----------- |
| 1948.       | 549         |             |
| 1953.       | 618         |             |
| 1961.       | 638         |             |
| 1971.       | 514         |             |
| 1981.       | 401         |             |
| 1991.       | 304         | 304         |
| 2002.       | 196         | 196         |

| Етнички састав према попису из 2002.‍ | Етнички састав према попису из 2002.‍ | Етнички састав према попису из 2002.‍ | Етнички састав према попису из 2002.‍ | Етнички састав према попису из 2002.‍ |
| ------------------------------------ | ------------------------------------ | ------------------------------------ | ------------------------------------ | ------------------------------------ |
|                                      |                                      |                                      |                                      |                                      |
| Срби                                 | Срби                                 |                                      | 192                                  | 97,95%                               |
| Црногорци                            | Црногорци                            |                                      | 3                                    | 1,53%                                |
| непознато                            | непознато                            |                                      | 1                                    | 0,51%                                |

| Година пописа     | 1948. | 1953. | 1961. | 1971. | 1981. | 1991. | 2002. |
| ----------------- | ----- | ----- | ----- | ----- | ----- | ----- | ----- |
| Број домаћинстава | 86    | 105   | 112   | 107   | 109   | 108   | 81    |

| Број чланова      | 1  | 2  | 3  | 4 | 5 | 6 | 7 | 8 | 9 | 10 и више | Просек |
| ----------------- | -- | -- | -- | - | - | - | - | - | - | --------- | ------ |
| Број домаћинстава | 19 | 35 | 13 | 6 | 5 | 2 | 1 | 0 | 0 | 0         | 2,42   |

| Пол    | Укупно | Неожењен/Неудата | Ожењен/Удата | Удовац/Удовица | Разведен/Разведена | Непознато |
| ------ | ------ | ---------------- | ------------ | -------------- | ------------------ | --------- |
| Мушки  | 91     | 31               | 53           | 7              | 0                  | 0         |
| Женски | 89     | 12               | 54           | 22             | 0                  | 1         |
| УКУПНО | 180    | 43               | 107          | 29             | 0                  | 1         |

| Пол    | Укупно                    | Пољопривреда, лов и шумарство | Рибарство                            | Вађење руде и камена | Прерађивачка индустрија       |
| ------ | ------------------------- | ----------------------------- | ------------------------------------ | -------------------- | ----------------------------- |
| Мушки  | 55                        | 41                            | 0                                    | 0                    | 5                             |
| Женски | 52                        | 41                            | 0                                    | 0                    | 8                             |
| УКУПНО | 107                       | 82                            | 0                                    | 0                    | 13                            |
| Пол    | Производња и снабдевање   | Грађевинарство                | Трговина                             | Хотели и ресторани   | Саобраћај, складиштење и везе |
| Мушки  | 0                         | 0                             | 3                                    | 0                    | 2                             |
| Женски | 0                         | 0                             | 2                                    | 0                    | 0                             |
| УКУПНО | 0                         | 0                             | 5                                    | 0                    | 2                             |
| Пол    | Финансијско посредовање   | Некретнине                    | Државна управа и одбрана             | Образовање           | Здравствени и социјални рад   |
| Мушки  | 0                         | 0                             | 0                                    | 3                    | 0                             |
| Женски | 0                         | 0                             | 0                                    | 0                    | 1                             |
| УКУПНО | 0                         | 0                             | 0                                    | 3                    | 1                             |
| Пол    | Остале услужне активности | Приватна домаћинства          | Екстериторијалне организације и тела | Непознато            | Непознато                     |
| Мушки  | 0                         | 0                             | 0                                    | 1                    | 1                             |
| Женски | 0                         | 0                             | 0                                    | 0                    | 0                             |
| УКУПНО | 0                         | 0                             | 0                                    | 1                    | 1                             |